# Нива (Раздольненский район)
Ни́ва (до 1948 года Сталиндо́рф; укр. Нива, крымскотат. Niva, Нива) — село в Раздольненском районе Республики Крым, входит в состав Берёзовского сельского поселения (согласно административно-территориальному делению Украины — Берёзовского сельского совета Автономной Республики Крым)

## Население
| 2001 | 2014 |
| ---- | ---- |
| 834  | ↘591 |

### Динамика численности
- 1939 год — 92 чел.[9]
- 1989 год — 784 чел.[9]
- 2001 год — 834 чел.[10]
- 2009 год — 759 чел.[11]
- 2014 год — 591 чел.[12]

## Современное состояние
На 2016 год в Ниве числится 5 улиц; на 2009 год, по данным сельсовета, село занимало площадь 115 гектаров, на которой в 238 дворах проживало 759 человек. В селе действуют средняя общеобразовательная школа, сельский клуб, библиотека, фельдшерско-акушерский пункт, православный храм преподобных Антония и Феодосия Печерских. Нива связана автобусным сообщением с райцентром и соседними населёнными пунктами.

## География
Нива — село на юго-западе района на Тарханкутской возвышенности, у границы с Черноморским районом, высота центра села над уровнем моря — 62 м. Ближайшие населённые пункты — Березовка в 5 км на восток, Ульяновка в 2,5 км на юго-восток и Рылеевка в 6,5 км на север. Расстояние до райцентра около 37 километров (по шоссе), ближайшая железнодорожная станция — Евпатория — примерно 52 километра. Транспортное сообщение осуществляется по региональной автодороге 35Н-431 Славное — Берёзовка (по украинской классификации — С-0-11111).

## История
Судя по доступным историческим документам, еврейское земледельческое село Сталиндорф было основано в конце 1920-х — начале 1930-х годов: селение отмечено, как центр упразднённого к 1940 году сельсовета, в труде Якова Пасика «История еврейских земледельческих колоний Юга Украины и Крыма» на карте 1931 года в составе Фрайдорфского еврейского национального (лишённого статуса национального постановлением Оргбюро ЦК КПСС от 20 февраля 1939 года) района. После создания в 1935 году Ак-Шеихского района (переименованного в 1944 году в Раздольненский) включили в состав нового. По данным всесоюзной переписи населения 1939 года в селе проживало 92 человека. Вскоре после начала Отечественной войны часть еврейского населения Крыма была эвакуирована, из оставшихся под оккупацией большинство расстреляны. В годы войны, во время освобождения Крыма в 1944 году в окрестностях села был развёрнут полевой госпиталь № 09310. В августе 1944 года в госпитале умерли 09310 от ран советские воины, захороненные за околицей Сталиндорф. Известны фамилии шестерых бойцов, остальные, как и общее количество захороненных — неизвестны. В 1967 годуна братской могиле установлен памятник, одновременно посявящённый односельчанам участникам войны. Постановлением Совета министров Республики Крым № 627 от 20 декабря 2016 года памятник отнесён к категории объектов культурно-исторического наследия России регионального значения. Также в центре села создан мемориал в честь погибших односельчан, на котором выбиты 38 фамилий.
С 25 июня 1946 года Сталиндорф в составе Крымской области РСФСР. Указом Президиума Верховного Совета РСФСР от 18 мая 1948 года, Сталиндорф переименовали в Ниву. 26 апреля 1954 года Крымская область была передана из состава РСФСР в состав УССР. Время включения в Берёзовский сельсовет пока не установлено: на 15 июня 1960 года село уже числилось в его составе. Указом Президиума Верховного Совета УССР «Об укрупнении сельских районов Крымской области», от 30 декабря 1962 года, село присоединили к Черноморскому району. 1 января 1965 года, указом Президиума ВС УССР «О внесении изменений в административное районирование УССР — по Крымской области», вновь включили в состав Раздольненского. По данным переписи 1989 года в селе проживало 784 человек. С 12 февраля 1991 года село в восстановленной Крымской АССР, 26 февраля 1992 года переименованной в Автономную Республику Крым. 21 марта 2014 года аннексировано Россией.